# Dicranota (Plectromyia) incompleta
Dicranota (Plectromyia) incompleta is een tweevleugelige uit de familie Pediciidae. De soort komt voor in het Oriëntaals gebied.